# Jakub Płużek
Jakub Płużek (ur. 2 listopada 1988 w Krakowie) – polski pianista jazzowy.

## Życiorys
Studiował na Akademii Muzycznej w Katowicach na wydziale Jazzu i Muzyki Rozrywkowej. W 2008 roku wspólnie z Markiem Pospieszalskim (saksofon), Maxem Muchą (kontrabas) i Dawidem Fortuną (perkusja) założył Kuba Płużek Quartet, z którym w 2014 wydał płytę zatytułowaną First Album, na którą składają się jego autorskie kompozycje.
Występował z takimi artystami jak: Janusz Muniak, Zbigniew Namysłowski, Zbigniew Wegehaupt, Arek Skolik, Charles White, Justin Faulkner, Frank Parker, Rusty Jones, Wayne Dockery, John Betsh, Maciej Sikała, Nigel Kennedy, David Garibaldi, Piotr Rubik, Bronisław Suchanek, Jazz Band Ball, Irek Dudek, Nathan Williams, Piotr Baron, Andrzej Sikorowski, Wojtek Mazolewski, czy Stanisław Sojka.

## Dyskografia
- Eleven Songs - Kuba Płużek Solo Piano (2015)
- First Album - Kuba Płużek (2014)
- As sung by Billie Holiday - Ida Zalewska (2012)
- Dudek Bluesy - Irek Dudek (2011) (płyta nagrodzona Fryderykiem w kategorii blues)
- Lilla Chezquiz - Jarek Bothur (2010)
- Detour Ahead - Arek Skolik Special Trio (2010)

## Nagrody
Solista
- Finalista konkursu pianistycznego Nottingham International Jazz Piano Competition (2014)
- Finalista i wyróżnienie w Montreux Jazz Piano Competition (2009)
- I miejsce Złota Tarka (2009)
- I miejsce na Festiwalu Pianistów Jazzowych w Warszawie (2007)[2]

Zespołowo
- Wyróżnienie I miejsce na festiwalu Jazz nad Odrą (oraz Jarek Bothur Quartet, 2010)
- I miejsce i nagroda dla najlepszego instrumentalisty podczas Azoty Tarnów International Jazz Competition (oraz Jarek Bothur Quartet, 2009)
- I miejsce podczas Jazz Juniors (oraz Kuba Płużek Quartet, 2008)
- I miejsce na Konkursie Standardów Jazzowych Siedlce (oraz Kuba Płużek Quartet, 2008)